# Réserves fauniques du Québec
Les réserves fauniques sont des territoires de chasse et pêche du Québec (Canada) administrés par le Ministères des Forêts, de la Faune et des Parcs du Québec. Ces aires de gestion faunique ont pour mission la conservation, la mise en valeur et l'exploitation de la faune ainsi que la pratique d'activités récréatives. Les réserves fauniques couvrent environ 67 000 km2 et englobent plus de 500 km linéaires de rivières à saumon.

## Mission
Le gouvernement du Québec, Canada a créé les seize réserves fauniques dans une optique de conservation et d'exploitation contrôlée de la faune. Depuis 1999, la gestion de la majorité de ces milieux est confiée à la Société des établissements de plein air du Québec (Sépaq), sauf pour les réserves fauniques Duchénier, Dunière, des Lacs Albanel-Mistassini et Waconichi , Assinica et celles situées sur des rivières à saumon. Il ne s'agit pas de territoires protégés à proprement parler puisque l'exploitation minière et forestière peuvent y être pratiquées. Toutefois, de telles activités sont l'objet d'un contrôle rigoureux de l'État.
Les 21 réserves fauniques québécoises couvrent un territoire de 67 000 km2. On y permet la pêche, la chasse et le piégeage sous contrôle afin de préserver le renouvellement des ressources fauniques, selon un principe de quotas d'exploitation par chasseur et pêcheur et de tirage au sort lorsque la demande excède l'offre.
De manière générale, les réserves fauniques du Québec possèdent des équipements plus rustiques que les parcs nationaux du Québec. On y retrouve des chalets permettant l'hébergement des chasseurs et pêcheurs.

## Réserves fauniques du Québec
| Réserve faunique                     | Région                                             | Superficie km2 | Longueur km | Date de création | Gestionnaire                                               |
| ------------------------------------ | -------------------------------------------------- | -------------- | ----------- | ---------------- | ---------------------------------------------------------- |
| Ashuapmushuan                        | Saguenay–Lac-Saint-Jean                            | 4 488,00       |             | 1946             | Sépaq                                                      |
| Assinica                             | Nord-du-Québec                                     | 8 885,00       |             | 1961             |                                                            |
| Chic-Chocs                           | Gaspésie–Îles-de-la-Madeleine                      | 1 134,00       |             | 1949             | Sépaq                                                      |
| Duchénier                            | Bas-Saint-Laurent                                  | 272,86         |             | 2000             | Territoire Populaire Chénier                               |
| Dunière                              | Bas-Saint-Laurent                                  | 565,00         |             | 1970             | Gestion Forestière Lacroix                                 |
| La Vérendrye                         | Outaouais et Abitibi-Témiscamingue                 | 12 589,00      |             | 1939             | Sépaq                                                      |
| Lacs-Albanel-Mistassini-et-Waconichi | Nord-du-Québec                                     | 16 400,00      |             | 1953             | Cris de Mistissini                                         |
| Laurentides                          | Capitale-Nationale et Saguenay–Lac-Saint-Jean      | 7 934,00       |             | 1895             | Sépaq                                                      |
| Mastigouche                          | Mauricie et Lanaudière                             | 1 556,80       |             | 1971             | Sépaq                                                      |
| Matane                               | Bas-Saint-Laurent                                  | 1 274,65       |             | 1962             | Sépaq                                                      |
| Papineau-Labelle                     | Outaouais et Laurentides                           | 1 628,00       |             | 1971             | Sépaq                                                      |
| Port-Cartier–Sept-Îles               | Côte-Nord                                          | 6 423,00       | 107,5       | 1965             | Sépaq                                                      |
| Port-Daniel                          | Gaspésie–Îles-de-la-Madeleine                      | 62,20          | 30,5        | 1953             | Sépaq                                                      |
| Portneuf                             | Capitale-Nationale                                 | 774,00         |             | 1968             | Sépaq                                                      |
| Rimouski                             | Bas-Saint-Laurent                                  | 729,00         |             | 1958             | Sépaq                                                      |
| Rivière-Cascapédia                   | Bas-Saint-Laurent et Gaspésie–Îles-de-la-Madeleine |                | 118,0       | 1982             | Société Cascapédia                                         |
| Rivière-Saint-Jean                   | Gaspésie–Îles-de-la-Madeleine                      |                | 84,5        | 1957             | Société de gestion des rivières de Gaspé                   |
| Rivière-Sainte-Anne                  | Gaspésie–Îles-de-la-Madeleine                      |                | 28,6        | 1946             |                                                            |
| Rivières-Matapédia-et-Patapédia      | Bas-Saint-Laurent et Gaspésie–Îles-de-la-Madeleine |                | 155,0       | 1974             | Corporation de Gestion des Rivières Matapédia et Patapédia |
| Rouge-Matawin                        | Laurentides et Lanaudière                          | 1 388,30       |             | 1935             | Sépaq                                                      |
| Saint-Maurice                        | Mauricie                                           | 782,00         |             | 1963             | Sépaq                                                      |